# Blankenborn
Blankenborn is een plaats in de Duitse gemeente Bad Bergzabern, deelstaat Rijnland-Palts, en telt 144 inwoners (2005).